# Spongine
La spongine est une protéine fibreuse (ou scléroprotéine) collagène iodée riche en liaisons disulfures qui est à la base de la constitution du squelette de nombreuses espèces d'éponges,,.
Les fibres de spongine sont nécessaires à la biominéralisation des spicules siliceux,, et n'existent pas chez les éponges à squelette exclusivement calcaire.